# Philippe Laburthe-Tolra
Philippe Laburthe-Tolra, né le 9 juillet 1929 à Paris où il est décédé le 2 novembre 2016, est un anthropologue africaniste français, professeur émérite et doyen honoraire à la Faculté des sciences humaines et sociales de la Sorbonne, Université René Descartes Paris V, et Professeur associé à l'Université francophone internationale Senghor d'Alexandrie (Égypte).
Cet anthropologue est spécialisé sur les Beti du Cameroun et particulièrement sur les phénomènes de conversions religieuses. Les Béti du centre du Cameroun ne comptaient aucun catholique en 1900, en comptaient 25 en 1915, et plus de 300 000 en 1930. Il a étudié avec une approche d'anthropologie historique les moyens, les motifs et les effets de ce "miracle", un cas de conversion religieuse rapide, jalons permettant l’esquisse d’une théorie du changement idéologique.

## Biographie
Il a fréquenté l'école La Rochefoucauld, le lycée Montaigne et Louis-le-Grand, fut bachelier B-Philosophie en 1946, fit ses Lettres et Première Supérieures à LLG, son service militaire en 1951-52 (Verdun, EOR d’artillerie, Idar-Oberstein, aspirant Tunis, capitaine de réserve 1962). Il fut licencié ès lettres en 1954, en philosophie en 1956, et titulaire d'un DES « Dialectique et pensée religieuse » en 1958. 
Agrégé de philosophie (1962) et docteur en lettres et sciences humaines (1975), il a été professeur de lycée au Mans, à Évreux et à Paris (1954-1958), puis à Porto-Novo (Dahomey, 1962). Il fut ensuite fondateur-directeur du Centre d'enseignement supérieur de Porto-Novo (1962-1964), chargé d'enseignement de philosophie et directeur du Département à l'Université du Cameroun (1964-1972), professeur et directeur de l'UER de psychologie, sociologie et sciences de l'éducation à l'Université de Rennes II (1972-1976), professeur d'ethnologie à Paris V (1977-1982) et administrateur du Centre universitaire de Clichy (1978-1980). Il fut un temps détaché à l'Université de Ouagadougou (de 1982 à 1986) et, de retour en France, devint directeur du laboratoire d'ethnologie à Paris V, chargé de mission au CNRS (1994-1995) et enfin directeur de Département des sciences sociales (1996) et Doyen de la Faculté des sciences humaines et sociales de la Sorbonne (1997-1999). 
Philippe Laburthe-Tolra est impliqué dans de nombreuses associations et comités. Il a été membre de l'Académie des sciences d'outre-mer, l'Académie d'éducation et d'études sociales (AES), du Pen-Club, des Cercles Universitaires, de l’Automobile Club de France, de la société des Amis de Versailles, du Musée de l’Homme, du Musée Dapper, du Musée Carnavalet, de Mozart etc. de sociétés savantes : d’Histoire d’Outremer, d’Histoire religieuse contemporaine, d’Ethnologie française, etc. Il fut notablement président de la société des Africanistes, en particulier lors de son transfert du Musée de l'Homme au Musée du quai Branly.
 Il a été aussi le fondateur de l'Association Roger Bastide (1979) et président de Bastidiana.

## Décorations
- Chevalier de l'ordre des Palmes académiques (2002)[6]

Il est décoré de Légion d’honneur, des palmes Académiques, du valeur et du mérite Camerounais.

## Publications (liste partielle)

### Sous son nom
- Initiation africaine (avec René Bureau), CLE, Yaoundé, 1971.
- Minlaaba, histoire et société traditionnelles chez les Beti du Cameroun Méridional, Honoré Champion, 1977.
- Les Seigneurs de la forêt, Publ. de la Sorbonne, 1981.
- Initiations et sociétés secrètes au Cameroun : les mystères de la nuit, 1985.
- Le pays de Redon (dir.), L'Harmattan, 1985.
- Le tombeau du soleil, roman, O. Jacob, 1986.
- L'étendard du prophète, roman, O. Jacob, 1989.
- Fang (avec C. Falgayrettes-Leveau), Dapper, 1991.
- Conter et chanter en pays de Redon (dir.), L'Harmattan, 1992.
- Ethnologie-Anthropologie (avec J-P. Warnier), PUF, 1993. Rééd. PUF "Quadrige", 2003.
- Roger Bastide ou le réjouissement de l'abîme (dir.), L'Harmattan, 1994.
- Critiques de la raison ethnologique, PUF, 1998.
- Vers la lumière ou le désir d'Ariel. Sociologie de la conversion, Karthala, 1999.
- Écoles de liberté, éd. de Paris, 2001.
- Philippe Laburthe-Tolra, Les seigneurs de la forêt : essai sur le passé historique, l'organisation sociale et les normes éthiques des anciens Beti du Cameroun, Paris, L'Harmattan, 2009, 487 p. [détail de l’édition] (ISBN 978-2-296-06925-1, lire en ligne)
- Curt von Morgen, Philippe Laburthe-Tolra (trad. de l'allemand), À travers le Cameroun du sud au nord : voyages et explorations dans l'arrière-pays de 1889 à 1891, Paris, L'Harmattan, 2009, 351 p. [détail de l’édition] (ISBN 978-2-296-06914-5, lire en ligne)
- Michel Aupetit, Thibaud Collin, Philippe Laburthe-Tolra, Xavier Lacroix et Yves Semen, Qu'est ce que l'homme ?, Paris, Guibert (François-Xavier de), 2010, 244 p. [détail de l’édition] (ISBN 978-2-7554-0399-2)

### Sous un pseudonyme
Il est également l'auteur d'un roman livré sous le pseudonyme de Tolra : Fugue en Sorbonne mineure, éditions Jean-Paul Gisserot, Paris, 1996  (ISBN 287747237X)